# 1038 Tuckia
Az 1038 Tuckia (ideiglenes jelöléssel 1924 TK) egy kisbolygó a Naprendszerben. Max Wolf fedezte fel 1924. november 24-én, Heidelbergben.